# Caruso show
Caruso show je česká televizní pěvecká soutěž, pořádaná od roku 1996. Pořad byl moderován Pavlem Trávníčkem, později Otakarem Brouskem mladším. Mezi hosty patřili například Jan Apolenár, Vladimír Čech, Martin Dejdar, Dalibor Gondík, Ondřej Hejma, Aleš Háma, Jan Kalousek, Michael Kocáb, Jan Kovařík, Zdeněk Mahdal, Bohuš Matuš, Ivan Mládek nebo Dana Morávková. Průběh pořadu vypadal tak, že nejprve vyzpovídal moderátor na ulici lidi, přičemž se jich zeptal, zda umí zpívat, ti nejlepší zpěváci byli pozváni do studia, kde pak zpívali před odbornou porotou. Soutěžící byli hodnoceni čísly 1–9. Pořad také navštívila skupina Lunetic, které byl věnován celý díl.